# دختر همسایه (ترانه تایلا)
«دختر همسایه» (انگلیسی: Girl Next Door) ترانه‌ای از تایلا، خواننده و ترانه‌پرداز اهل آفریقای جنوبی با همکاری خواننده نیجریه‌ای آیرا استار است. این ترانه در ۱۷ مه ۲۰۲۳ توسط فکس و اپیک رکوردز به عنوان یک تک‌آهنگ استنداِلون منتشر شد. تهیه‌کنندگی این ترانه بر عهده پی. رایم و کوری مارلون لیندسی-کی بوده است.

## اعتبارات و پرسنل
- تایلا – آرتیست اصلی، آواز اصلی، آواز پشتیبان، ترانه‌سرا
- آیرا استار – آرتیست همکار، آواز، اصلی، آواز پشتیبان، ترانه‌سرا
- کوری مارلون لیندسی-کی – ترانه‌سرا، تنظیم‌کننده، تهیه‌کننده وکال
- پی. پرایم – تهیه‌کننده، ترانه‌سرا
- کالین لئونارد – مهندسی مسترینگ

## جدول‌های موسیقی
| جدول (۲۰۲۳)                             | بالاترین جایگاه |
| --------------------------------------- | --------------- |
| ترانه‌های افروبیت ایالات متحده (بیلبورد) | ۳۵              |

## تاریخچه انتشار
| منطقه | تاریخ      | فرمت                  | ناشر     | منابع |
| ----- | ---------- | --------------------- | -------- | ----- |
| مختلف | ۱۷ مه ۲۰۲۳ | دانلود دیجیتال استریم | فکس اپیک | [ ۷ ] |